# Rádio Girão
A Rádio Girão, no ar desde 2 de Setembro de 1989, é uma estação de rádio portuguesa com sede no Funchal, na Madeira. Opera na frequência 98.4 MHz  para o concelho da Ribeira Brava. Inicialmente era propriedade do Clube do Estreito.
Em 1997, foi adquirida pelo grupo do Diário de Notícias, passando a emitir a partir da Travessa da Malta.
Em março de 2017, o grupo constituído pela Rádio Girão, ligada ao Grupo AFA, e pela ACIN, foi admitido pelo Governo Regional da Madeira como comprador para a EJM, empresa detentora do JM, sendo o único a apresentar proposta nesse sentido.